# Mäntsälä
Mäntsälä [ˈmæntˌsælæ] ist eine Gemeinde im Süden Finnlands mit 20.912 Einwohnern (Stand 31. Dezember 2022). Sie liegt in der Landschaft Uusimaa rund 60 km nordöstlich der Hauptstadt Helsinki. Mäntsälä ist einsprachig finnischsprachig.

## Gemeinde
Im Ortszentrum von Mäntsälä lebt knapp über die Hälfte der Bevölkerung. Daneben gehören zum Gemeindegebiet die Dörfer Arola, Hautjärvi, Herman Onkimaa, Hirvihaara, Kaukalampi, Levanto, Maitoinen, Mäntsälä Nikinoja, Numminen, Ohkola, Olkinen, Saari, Sulkava, Sälinkää und Sääksjärvi.
Der Fluss Mäntsälänjoki, der durch den Ort fließt, war im Mittelalter ein wichtiger Handelsweg zwischen Häme und der Küste. Als Gründungsjahr von Mäntsälä gilt 1585, als die erste Kirche erbaut wurde. Die heutige Backsteinkirche steht an derselben Stelle und stammt aus dem Jahr 1866. Bekannt ist Mäntsälä durch den Mäntsälä-Aufstand, einen misslungenen Putschversuch der faschistischen Lapua-Bewegung im Jahr 1932. Am 27. Februar 1932 lösten zur Lapua-Bewegung gehörende Schutzkorps mit Waffengewalt eine Veranstaltung der Sozialdemokraten auf. In den nächsten Tagen sammelten sich in Mäntsälä mehrere hundert Aufständische unter der Führung des früheren Generalleutnants Kurt Martti Wallenius und forderten den Rücktritt des Kabinetts. Der Aufstand drohte auf andere Teile des Landes überzugreifen, aber als Präsident Pehr Evind Svinhufvud in einer Radioansprache versprach, nur die Anführer der Rebellion würden bestraft, zerstreuten sich die Aufständischen. Wenige Tage später wurden die Anführer verhaftet, noch im selben Frühjahr löste sich die Lapua-Bewegung auf.

## Wappen
Beschreibung des Wappens: Im blauen Schild ist ein goldener Elchkopf en face gestellt und wird vom drei 1:2 gestellten silbernen Kleeblättern begleitet.

## Einzelnachweise

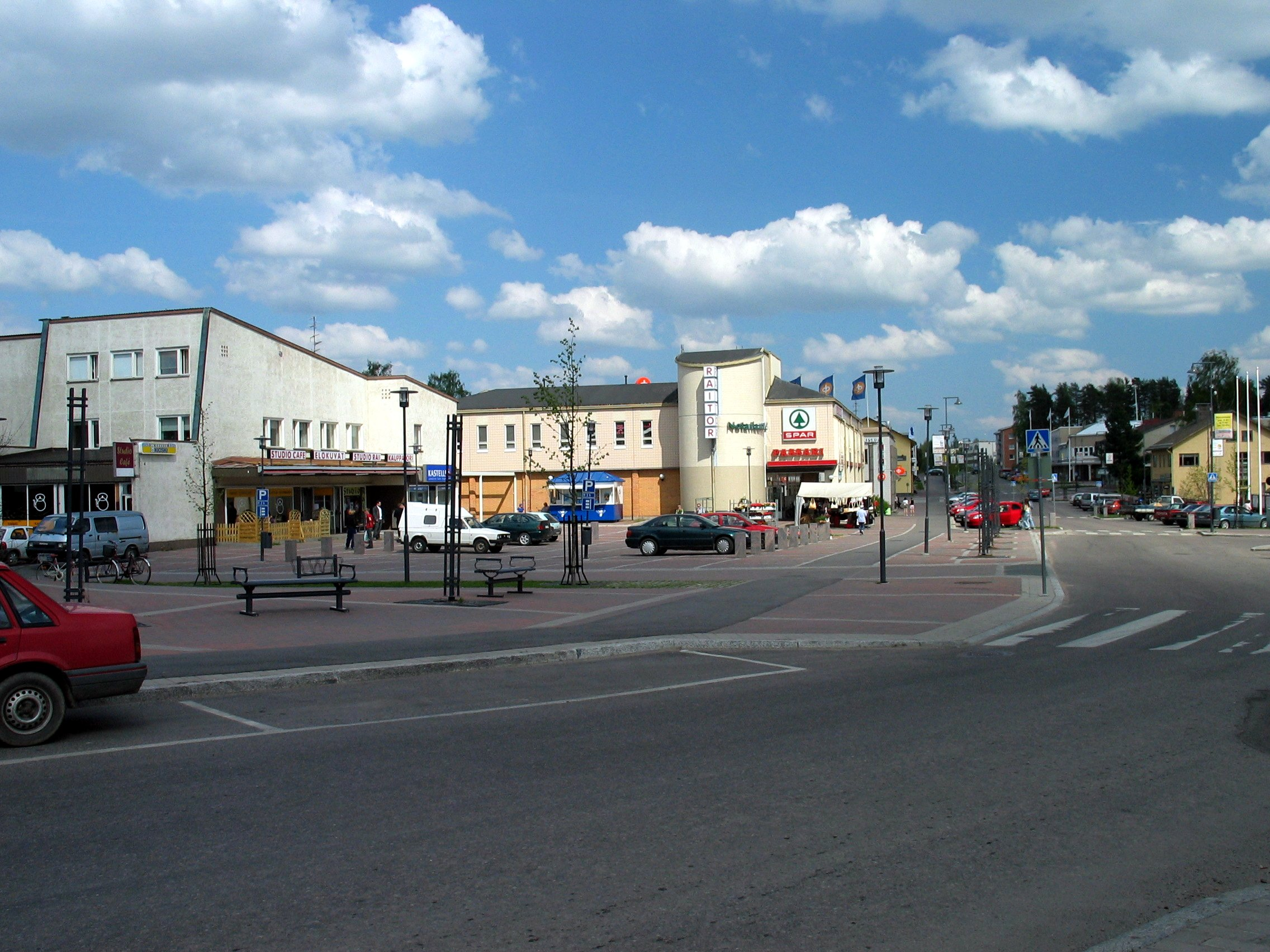
Zentrum von Mäntsälä
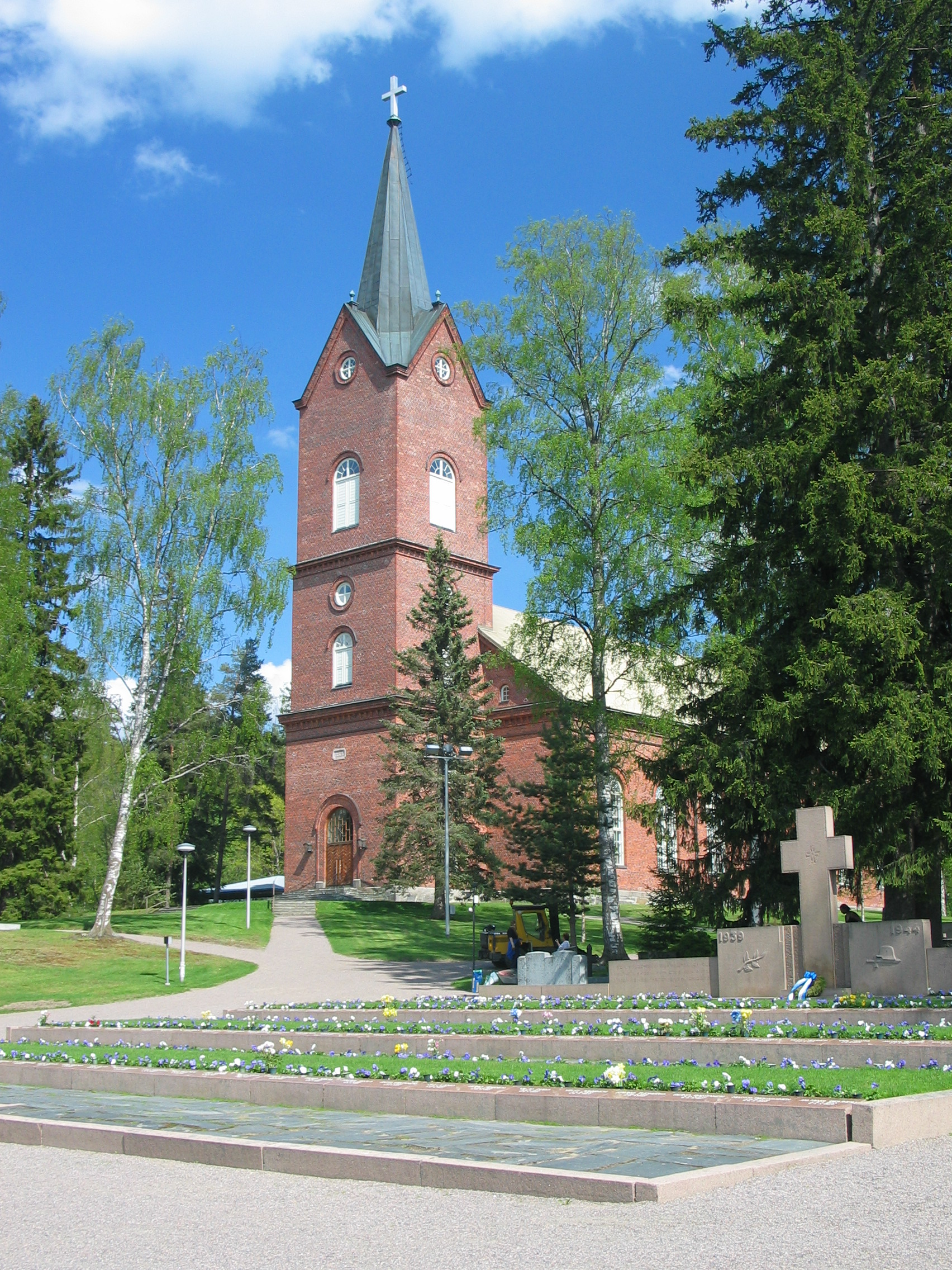
Kirche von Mäntsälä

## Persönlichkeiten
- Kimmo Hovi (* 1994), Fußballspieler